# Società Sportiva Cosmos
Maillots
Actualités
Le SS Cosmos est un club de football saint-marinais. Il joue ses matchs au Stadio Olimpico di Serravalle, stade qu'il partage avec Folgore, l'AC Juvenes/Dogana et surtout l'équipe nationale saint-marinaise de football.           Le club évolue en Campionato Sanmarinese.

## Bilan sportif

### Palmarès
- Championnat de Saint-Marin
  - Champion : 2001

- Coupe de Saint-Marin
  - Vainqueur : 1980, 1981, 1995, 1999
  - Finaliste : 1996, 1998

- Supercoupe de Saint-Marin
  - Vainqueur : 1995, 1998, 1999

### Bilan européen
Le club a joué seulement quatre matchs européens dans son histoire, affrontant donc un club autrichien, le Rapid Vienne, et un club monténégrin, le Sutjeska Niksic. Le bilan de ces deux doubles confrontations est médiocre, avec un petit nul pour trois défaites, et donc aucune qualification pour le tour suivant.
Note : dans les résultats ci-dessous, le score du club est toujours donné en premier
| Saison    | Compétition             | Tour              | Club            | Domicile | Extérieur | Total |
| --------- | ----------------------- | ----------------- | --------------- | -------- | --------- | ----- |
| 2001-2002 | Coupe UEFA              | Tour préliminaire | Rapid Vienne    | 0 - 1    | 0 - 2     | 0 - 3 |
| 2023-2024 | Ligue Europa Conférence | Premier tour Q    | Sutjeska Nikšić | 1 - 1    | 0 - 1     | 1 - 2 |

Légende
- Victoire ou qualification pour le tour suivant
- Match nul
- Défaite ou élimination de la compétition